# Врсалько, Шиме
Ши́ме Врса́лько (хорв. Šime Vrsaljko; род. 10 января 1992, Риека) — хорватский футболист. Играл на позиции крайнего правого защитника, также мог играть и на фланге полузащиты. Четырёхкратный чемпион Хорватии, двукратный обладатель Кубка Хорватии, вице-чемпион мира 2018.

## Биография
Он родился в Риеке, однако впоследствии из-за войны его родители были вынуждены сменить место жительства. Врсалько вырос в Надине и Задаре, где в возрасте восьми с половиной лет начал тренироваться в футбольной академии клуба «Задар», где оставался до 14 лет. 26 сентября 2008 года подписал контракт со столичным «Динамо», сразу после этого отправившись в аренду в фарм-клуб — «Локомотиву». Дебютировал в чемпионате Хорватии 26 июля 2009 года в выездном матче «Локомотивы» с «Риекой». С этого момента выходил на поле в основном составе в каждом матче «Локомотивы» в национальном чемпионате, лишь однажды будучи заменённым.
Во время зимнего перерыва вернулся в «Динамо», за которое впервые сыграл 27 февраля 2010 года против «Кроации». До конца сезона принял участие в 10 матчах чемпионата и первом полуфинальном матче национального кубка. Начало сезона 2010/11 пропустил из-за участия в юношеском чемпионате Европы, где сборная Хорватии дошла до полуфинала, уступив со счётом 1:2 будущим победителям — Франции.
Дебют Врсалько в еврокубках состоялся 4 августа 2010 года, когда «Динамо» в 3-м квалификационном раунде Лиги чемпионов уступило в серии пенальти молдавскому «Шерифу». Вскоре после этого Врсалько забил и свой первый в профессиональной карьере гол — это случилось 29 августа в игре национального чемпионата против «Цибалии».
17 ноября 2010 года был включён в заявку основной сборной Хорватии на матч отборочного этапа Евро-2012 против Мальты. Впервые вышел на поле в составе сборной 9 февраля 2011 года, в товарищеском матче против Чехии. Был заявлен на финальную часть Евро-2012, но ни разу не вышел на поле. В составе сборной Хорватии стал серебряным призёром чемпионата мира 2018 года.
В феврале 2019 года стало известно, что Врсалько пропустит 10 месяцев из-за травмы колена. В связи с ней футболист перенёс операцию на колено и досрочно вернулся в расположение «Атлетико».
2 июля 2022 года перешёл в «Олимпиакос», подписав контракт на 3 года. 23 марта 2023 года объявил о завершении карьеры игрока. В будущем он планирует стать футбольным агентом.

## Достижения

### Командные
«Динамо» (Загреб)
- Чемпионат Хорватии (4): 2009/10, 2010/11, 2011/12, 2012/13
- Кубок Хорватии (2): 2010/11, 2011/12
- Суперкубок Хорватии: 2010

«Атлетико Мадрид»
- Победитель Лиги Европы УЕФА: 2017/18
- Чемпион Испании: 2020/21

Сборная Хорватии
- Вице-чемпион мира: 2018

### Личные
- Лучший молодой футболист Хорватии: 2010[12]
- Орден Князя Бранимира: 2018[13]

## Статистика
| Выступление      | Выступление        | Выступление      | Лига | Лига | Кубки | Кубки | Еврокубки | Еврокубки | Итого | Итого |
| Клуб             | Лига               | Сезон            | Игры | Голы | Игры  | Голы  | Игры      | Голы      | Игры  | Голы  |
| ---------------- | ------------------ | ---------------- | ---- | ---- | ----- | ----- | --------- | --------- | ----- | ----- |
| Локомотива       | Чемпионат Хорватии | 2009/10          | 17   | 0    | —     | —     | —         | —         | 17    | 0     |
| Локомотива       | Итого              | Итого            | 17   | 0    | —     | —     | —         | —         | 17    | 0     |
| Динамо (Загреб)  | Чемпионат Хорватии | 2009/10          | 10   | 0    | —     | —     | —         | —         | 10    | 0     |
| Динамо (Загреб)  | Чемпионат Хорватии | 2010/11          | 16   | 1    | 4     | 0     | 8         | 0         | 28    | 1     |
| Динамо (Загреб)  | Чемпионат Хорватии | 2010/11          | 22   | 0    | 7     | 0     | 8         | 0         | 37    | 0     |
| Динамо (Загреб)  | Чемпионат Хорватии | 2011/12          | 25   | 0    | 2     | 0     | 7         | 0         | 34    | 0     |
| Динамо (Загреб)  | Итого              | Итого            | 73   | 1    | 13    | 0     | 23        | 0         | 109   | 1     |
| Дженоа           | Серия A            | 2013/14          | 22   | 0    | 1     | 0     | —         | —         | 23    | 0     |
| Дженоа           | Итого              | Итого            | 22   | 0    | 1     | 0     | —         | —         | 23    | 0     |
| Сассуоло         | Серия A            | 2014/15          | 22   | 0    | 1     | 0     | —         | —         | 23    | 0     |
| Сассуоло         | Серия A            | 2015/16          | 35   | 0    | 1     | 0     | —         | —         | 36    | 0     |
| Сассуоло         | Итого              | Итого            | 57   | 0    | 2     | 0     | —         | —         | 59    | 0     |
| Атлетико Мадрид  | Примера            | 2016/17          | 14   | 0    | 6     | 1     | 5         | 0         | 25    | 1     |
| Атлетико Мадрид  | Примера            | 2017/18          | 21   | 0    | 3     | 0     | 5         | 0         | 29    | 0     |
| Атлетико Мадрид  | Итого              | Итого            | 35   | 0    | 9     | 1     | 10        | 0         | 54    | 1     |
| Всего за карьеру | Всего за карьеру   | Всего за карьеру | 204  | 1    | 25    | 1     | 33        | 0         | 262   | 2     |